# Au bout du fleuve
Pour plus de détails, voir Fiche technique et Distribution.
Au bout du fleuve (The End of the River) est un film britannique réalisé par Derek N. Twist, sorti en 1947.

## Synopsis
Au Brésil, un jeune indien quitte sa jungle natale pour la ville, où il se retrouve accusé de meurtre.

## Fiche technique
- Titre : Au bout du fleuve
- Titre original : The End of the River
- Réalisation : Derek N. Twist
- Scénario : Wolfgang Wilhelm (et divers non crédités, dont le réalisateur), d'après le roman Death of a Common Man de Desmond Holdridge
- Musique : Lambert Williamson
- Direction musicale : Muir Mathieson
- Directeur de la photographie : Christopher Challis
- Direction artistique : Fred Pusey
- Costumes : Dorothy Edwards (non créditée)
- Montage : Bereton Porter et Reginald Mills (non crédité)
- Compagnie de production : The Archers
- Compagnie de distribution : General Film Distributors
- Film dramatique en noir et blanc, tourné principalement au Brésil - 83 min
- Date de sortie ( Royaume-Uni) : 1er décembre 1947

## Distribution
- Sabu : Manoel
- Bibi Ferreira : Teresa
- Esmond Knight : Dantos
- Antoinette Cellier	: Conceicao
- Robert Douglas : Jones
- Torin Thatcher : Lisboa
- Orlando Martins : Harrigan
- Raymond Lovell : Porpino
- James Hayter : Chico
- Nicolette Bernard : Dona Serafina
- Minto Cato : Dona Paula
- Maurice Denham : l'avocat de la défense
- Eva Hudson	: Maria Gonsalves
- Alan Wheatley : Irygoyen
- Charles Hawtrey : Raphael
- Zena Marshall : Sante
- Dennis Arundell : Continho
- Milton Rosmer : le juge
- Peter Illing : un employé du bateau
- Nino Rossini : Feliciano
- Basil Appleby : un officier du bateau
- Milton Sperber : Ze
- Andreas Malandrinos : un officier de la société de protection des indiens
- Arthur Goullet : le colporteur
- Russell Napier : le père